# Hans-Heinz Naumann
Hans-Heinz Naumann (* 8. Januar 1919 in Berlin; † 21. April 2001 in München) war ein deutscher Hals-Nasen-Ohrenarzt und Hochschullehrer.

## Leben und Wirken
Naumann war der Sohn eines Kaufmanns und beendete im Jahre 1937 in Berlin seine schulische Ausbildung mit dem Abitur; anschließend wurde er sofort zum Wehrdienst eingezogen. Während des Zweiten Weltkriegs zog er sich eine Kriegsverletzung am Bein zu, die zu einer bleibenden Gehbehinderung führte. Von 1939 bis 1943 studierte Naumann Medizin an verschiedenen Universitäten in Deutschland, nämlich in Leipzig, Würzburg, Freiburg im Breisgau und Frankfurt am Main, wo er sein Studium mit dem Staatsexamen abschloss und zum Dr. med. promoviert wurde. Das Thema seiner Dissertation lautet Untersuchungen über die Verwendbarkeit des Umluftrockners nach Schiessen als Heißluftdesinfektions- und Sterilisationsapparat.
Von 1943 bis 1945 war er Assistent an der HNO-Klinik der Universität Straßburg. In dieser Zeit war auch Horst Ludwig Wullstein als Militär- und HNO-Arzt in der Reichsuniversität Straßburg tätig. Später übernahm Naumann für zwei Jahre die Leitung des Kreiskrankenhauses in Volkach am Main in Unterfranken. Im Jahr 1946 heiratete er Margrit Rosenwerth. Aus der Ehe gingen die Kinder Ulrike und Thomas Naumann hervor.
Seine Ausbildung zum Facharzt für Hals-Nasen-Ohrenheilkunde erhielt er in Würzburg in der Klinik und Poliklinik für Hals-Nasen-Ohrenkranke am Luitpoldkrankenhaus von 1947 bis 1955 unter der ärztlichen Leitung von Hermann Marx (1877–1953) und Max Meyer (1890–1954) sowie ab 1955 unter Horst Ludwig Wullstein. Im Jahre 1951 habilitierte er sich in Würzburg mit dem Thema Ultraschall und Ohrregion. Anfang der 1950er Jahre besuchte er einen argentinischen Kollegen, einen Sohn aus zweiter Ehe der spanischen Schriftstellerin María Teresa León Goyri, den er aus Deutschland kannte, in dessen Heimatstadt Buenos Aires für etwa einem Monat.
Ab 1951 wirkte er als Privatdozent. Im Jahre 1957 erhielt Naumann einen Ruf als außerplanmäßigen Professor. Bis 1961 war er als Oberarzt der Klinik für HNOkranke an der Universität Würzburg tätig. Im Jahre 1962 erfolgte der Ruf als ordentlicher Professor für Hals-, Nasen- und Ohrenkrankheiten auf einen Lehrstuhl an eine Universität in Berlin, verbunden mit der Tätigkeit am Klinikum Charlottenburg. Hiernach wurde er als Ordinarius und Klinikdirektor an der Freien Universität Berlin im Klinikum Steglitz tätig.
Diese Funktion füllte er bis zum 31. März 1970 aus. In der politisch unruhigen Zeiten in Berlin war Naumann Dekan an der Medizinischen Fakultät der FU Berlin (Amtsjahr 1968/1969).
Am 1. April 1970 trat Naumann die Nachfolge von Alexander Herrmann als Direktor der Münchner Universitäts-HNO-Klinik an, die er bis zum 31. März 1986 leitete.
1971/1972 war er Präsident der Deutschen Gesellschaft für HNO-Heilkunde, Kopf- und Halschirurgie, von 1972 bis 1973 der Deutschen Gesellschaft für Plastische und Wiederherstellungschirurgie. Von 1986 bis 1987 fungierte er aks Präsident des CORLAS (Collegium Oto-Rhino-Laryngologicum Amicitiae Sacrum).
Im Jahre 1965 wurde Naumann Mitglied der Deutschen Akademie der Naturforscher Leopoldina. Naumann lebte unter anderem im oberbayerischen Gräfelfing.
Wissenschaftlich befasste sich Naumann mit Tumorerkrankungen, Erkrankungen des Mittelohres, der Rhinochirurgie und mit der Behandlung traumatologischer Erkrankungen.
Er führte tierexperimentelle Untersuchungen zur Physiologie der Tonsillen durch, untersuchte mittels der Intravitalmikroskopie die Physiologie der Nasenschleimhaut, die Mikrozirkulation des Innenohrs und förderte die Entwicklung neuer fluoreszenz- und intravitalmikroskopischer Versuchsanordnungen.

## Schriften (Auswahl)
- Konrad Fleischer, Hans-Heinz Naumann: Akademische Lehrstätten und Lehrer der Oto-Rhino-Laryngologie in Deutschland im 20. Jahrhundert. Springer, Berlin / Heidelberg / New York 1996, ISBN 3-540-60664-5.
- als Hrsg. mit anderen: Oto-Rhino-Laryngologie in Klinik und Praxis. 3 Bände. Thieme Verlag, Stuttgart / New York  1992.
- mit Walter Becker und Carl R. Pfaltz: Hals-Nasen-Ohren-Heilkunde. Lehrbuch. 1982.
- Plastisch-chirurgische Massnahmen nach frischen Verletzungen.  Thieme, Stuttgart 1974.
- Die Mikrozirkulation in der Nasenschleimhaut (= Zwangl. Abh. Geb. HNO-Heilk. Band 7). Georg Thieme Verlag, Stuttgart 1961.